# Born to Die
Born to Die je drugi glazbeni album američke pjevačice Lane Del Rey. Objavljen je 27. siječnja 2012. kao njezin je prvi studijski album kojeg objavljuju velike diskografske kuće, Interscope i Polydor Records.

## Pozadina
Del Rey je prethodno objavila album naziva Lana Del Ray a.k.a. Lizzy Grant, koji je ubrzo bio povučen iz prodaje.

## Singlovi
Prvi singl s albuma, "Video Games," objavljen je 7. listopada 2011. Del Rey je uz singl na YouTubeu objavila i glazbeni inspiriran retro estetikom. Pjesma je ubrzo postala virlani internetski hit, a Del Rey je radi svojeg unikatnog melankoličnog glazbenog stila pridobila pažnju široke publike.

## Popis pjesama
| Br. | Skladba                       | Autor                                          | Producent(i)                         | Trajanje |
| --- | ----------------------------- | ---------------------------------------------- | ------------------------------------ | -------- |
| 1.  | »Born to Die«                 | Elizabeth Grant, Justin Parker                 | Emile Haynie, Parker                 | 4:46     |
| 2.  | »Off to the Races«            | Grant, Tim Larcombe                            | Patrik Berger, Haynie                | 5:00     |
| 3.  | »Blue Jeans«                  | Grant, Haynie, Dan Heath                       | Haynie                               | 3:30     |
| 4.  | »Video Games«                 | Grant, Parker                                  | Robopop                              | 4:42     |
| 5.  | »Diet Mountain Dew«           | Grant, Mike Daly                               | Haynie, Jeff Bhasker, Daly           | 3:43     |
| 6.  | »National Anthem«             | Grant, Parker, David Sneddon, James Bauer-Mein | Haynie, Bhasker, Sneddon, Bauer-Mein | 3:51     |
| 7.  | »Dark Paradise«               | Grant, Rick Nowels                             | Haynie, Nowels                       | 4:03     |
| 8.  | »Radio«                       | Grant, Parker                                  | Haynie, Parke                        | 3:43     |
| 9.  | »Carmen«                      | Grant, Parker                                  | Haynie, Bhasker, Parker              | 4:08     |
| 10. | »Million Dollar Man«          | Grant, Chris Braide                            | Haynie, Braide                       | 3:51     |
| 11. | »Summertime Sadness«          | Grant, Nowels                                  | Haynie, Nowels                       | 4:25     |
| 12. | »This Is What Makes Us Girls« | Grant, Larcombe, Jim Irvin                     | Haynie, Al Shux                      | 3:58     |